# 王福森
丹斯里拿督王福森（1913年—1978年），祖籍为福建南安，是馬來西亞已故男子羽球運動員、法官。
王福森出生于一个富裕的家庭，也是霹雳太平富商王合令的儿子，大法官王福泰令弟。1931年，王福森考获英女王獎學金第一名，并前往英國劍橋大學留學。在學業之外，王福森從事體育活動，曾擔任羽球隊隊長。1937年，他獲得了丹麥羽球公開賽男子單打冠軍，並與F. M. Creen一起獲得男子雙打冠軍。1936年他考获英国法学学士。
王福森從劍橋大學畢業後，繼續前往美國加利福尼亚大学研究院深造一年，期间他仍然沉迷於羽球運動。他參加了1937年，他參加美國全國羽毛球錦標賽。在參賽前，人們就一位馬來西亞籍選手是否有資格參加美國全國錦標賽進行了激烈的討論。最終，他們決定支持王福森參賽。王福森一路打到決賽，才找實力相當的對手沃爾特·克拉默（Walter R. Kramer）。來自底特律羽球俱樂部、24歲的克拉默以15-10和15-4的比分擊敗了王福森，保住了美國大陸上的第一個冠軍頭銜。
王福森在1946年2月9日從事體育事業後成為“舊喬治亞人協會”的第一任主席，畢業後于1956年回到馬來西亞太平，成为政府公职人员，先后任职联邦律师、副主控官、代检察长和州法律顾问。1965年7月10日，王福森、前律师公会主席杨世谋和拉惹阿兹兰（即后来的法院院长）同时受委为高等法庭法官。1971年被委为联邦法官。1978年临退休之前不幸病逝，享年64岁。